# وزارة العلوم والبحوث والتكنولوجيا (إيران)
وزارة العلوم والبحوث والتكنولوجيا هي الوزارة المسؤولة عن العلوم والبحوث والتكنولوجيا في جمهورية إيران الإسلامية. تقع الجامعات الإيرانية (غير الطبية) التي تديرها الدولة تحت الإشراف المباشر لوزارة العلوم والبحوث والتكنولوجيا الإيرانية. تأسست الوزارة في عام 2000 عندما أعيدت تسمية وزارة الثقافة والتعليم العالي لتصبح وزارة العلوم والبحوث والتكنولوجيا.
في عام 2000 أنشأت الوزارة معهد بحوث الفضاء.
وتتولى وزارة العلوم والبحوث والتكنولوجيا الإشراف على مؤسسات التعليم العالي والموافقة على البرامج الدراسية، وكذلك اعتماد الجامعات ومؤسسات التعليم العالي الأخرى. يقع التعليم الطبي ضمن اختصاص وزارة الصحة والعلاج والتعليم الطبي.

## روابط خارجية
- الموقع الرسمي